# Omphale cyaneicorpus
Omphale cyaneicorpus är en stekelart som först beskrevs av Girault 1915.  Omphale cyaneicorpus ingår i släktet Omphale och familjen finglanssteklar. Inga underarter finns listade i Catalogue of Life.